# Homestar Runner
Homestar Runner ist eine US-amerikanische Flash-Cartoon-Serie. Es vereint einen absurden Humor mit diversen Anspielungen auf die Musik-, TV- und Computerszene der 1980er und 1990er Jahre. Obwohl Homestar Runner ursprünglich als Kinderbuch konzipiert wurde, haben die Web-Comics ihre Fangemeinde heute vor allem bei Jugendlichen und jüngeren Erwachsenen. Es entstand 1996 durch die Brüder Mike und Matthew (Matt) Chapman. Der Inhalt der Website wird laufend aktualisiert.
Die Cartoons sind dem Namen nach um die Figur Homestar Runner zentriert, einem eher unintelligentem Athleten. Wesentlich bekannter ist jedoch die Reihe Strong Bad Emails (kurz: ’sbemails), in der eine weitere Hauptfigur, der Antagonist Strong Bad, E-Mails von Lesern beantwortet. Dabei macht er sich oft über die Leser lustig oder beantwortet die Mails mit völlig absurden Ausflügen in die Cartoon-Welt, auch Free Country, USA genannt. Dabei bereitet es ihm besondere Freude, Homestar Runner in unglückliche Lagen zu versetzen. Dabei unterstützt ihn ein Wesen, The Cheat. Er ist ein Freund, Diener und Kumpan von Strong Bad.

## Hauptfiguren

### Homestar Runner
Homestar Runner (lit. Heimstern Läufer) ist als „wunderbarer Athlet“ beschrieben. Er ist ziemlich unintelligent, und sein Verstehen von der Welt um ihn ist sehr ungenau, jedoch hat er sich in der Vergangenheit als bemerkenswert clever bewiesen. Er ist meistens sehr nett, aber er kann manchmal seine Freunde beleidigen, ohne zu wissen, was er macht. Er ist besonders gemein zu seiner Freundin, Marzipan, die er nicht zu mögen scheint.

### Strong Bad
Strong Bad (Wörtlich: Stark Böse) ist eine der beliebtesten Figuren in der Homestar-Runnerwelt. Die Idee für Strong Bad kam aus dem Videospiel Tag Team Wrestling. Er war ursprünglich Homestars Feind, aber mittlerweile legte sich die Fehde und Homestar Runner hält Strong Bad nun sogar für einen Freund. Strong Bad kann Homestar Runner aber immer noch nicht leiden und spielt ihm oftmals Streiche. In einer Serie von Cartoons beantwortet er E-Mails von Fans der Website und verspottet dabei oft ihre Schreibfehler und dumme Fragen. Manche Figuren und Serien wurden durch Strong Bad Email erschaffen, zum Beispiel Homsar, dessen Name aus einer E-Mail kam, in der „Homestar“ als „Homsar“ falsch geschrieben wurde.

### Marzipan
Marzipan ist die Freundin Homestar Runners. Sie ist der einzige weibliche Charakter der Serie. Sie scheint ein Hippie zu sein, sie isst oft Tofu und protestiert gerne. Sie spielt Gitarre und singt. Sie ist sehr unabhängig: sie und Homestar haben sich oft getrennt (und kamen danach wieder zusammen). Sie ist meistens freundlich zu den anderen Charakteren, auch wenn sie behauptet Strong Bad nicht zu mögen.

### Bubs
Bubs ist der Besitzer eines Ladens namens „Bubs' Concession Stand.“

### Strong Mad
Strong Mad (Wörtlich: Stark Verrückt) ist der älteste der Strong-Brüder. Seiner unglaublichen Stärke und seiner meist gutmütigen Art steht sein eher kindlicher Intellekt entgegen.

### Strong Sad
Strong Sad (Wörtlich: Stark Traurig) ist der jüngste der Strong-Brüder und sehr emotional. Durch seine empfindliche, friedfertige Art ist er sehr oft das Ziel von Strong Bads Spott oder Streichen.

### The King of Town
Der King of Town (König der Stadt) ist so etwas wie der Bürgermeister der Homestar-Welt. Das Essen ist seine Schwäche. Seine Gier ist so groß, dass er alles Mögliche in sich hineinstopft, egal ob genießbar oder nicht.

### The Poopsmith
Der Poopsmith (Wörtlich: Kack-Schmied) arbeitet für den King of Town und ist wohl der schmutzigste Charakter des Homestar Universums. Seine Hauptaufgabe ist das Umschaufeln von Dunghaufen. Offenbar übernimmt er aber auch Bodyguard-Aufgaben für den King of Town und ähnliches. Er spricht nie, da er ein Schweigegelübde abgelegt hat.

### Coach Z
Coach Z ist der Trainer von Homestar Runner. Er besitzt keine Nase und daher – oft zum Leidwesen der anderen Charaktere – keinen besonders ausgeprägten Sinn für Hygiene.

### Pom Pom
Pompom ist der beste Freund Homestars und wohl am besten als eine Mischung aus Ballon und Götterspeise zu beschreiben. Sein Sprechen entspricht eher einer Art Geblubber. Seine Habe (wie zum Beispiel sein Handy) verstaut er nicht in Taschen, sondern lässt sie einfach in seinem Körper versinken.

### The Cheat
The Cheat (Wörtlich: Der Betrug) ist der beste Freund Strong Bads. Ganz seinem Namen entsprechend hilft er Strong Bad oft bei dessen Streichen und Tricks. Sein Aussehen ähnelt entfernt dem des Pokémons Pikachu. Nebenbei produziert The Cheat seinen eigenen Comic.

### Homsar
Homsar entstand ursprünglich aus Strong Bad Email #2, in der ein Leser Strong Bad fragte „If you hate Homsar so much, why don't you kill him?“. Der Leser meinte offenbar Homestar, schrieb den Namen jedoch falsch. Später entschieden sich die Autoren, Homsar als Hauptcharakter beizubehalten. Er ist nicht sonderlich clever und wird außer von Marzipan und Strong Sad von kaum jemandem gemocht. Homsar spricht mit deutlichem Sprachfehler, welches als Form von langsamen Stottern mit Südstaaten-Akzent verstanden werden kann – auch haben seine Sätze nie einen Bezug zum Kontext und ergeben in der Regel keinen Sinn. Beim Sprechen rotiert seine Mütze über seinem Kopf.

### Sonstige Figuren
- Trogdor The Burninator – Trogdor The Burninator ist ein Drache, der aus Strong Bad Email #58 entstand. In dieser E-Mail wurde Strong Bad gebeten, einem Leser einen Drachen zu zeichnen. In selbiger Episode sang Strong Bad auch einen Metal-Song über Trogdor. Laut Aussagen der Autoren war der Cartoon eigentlich bereits fertig, als einer von ihnen spontan anfing, das Lied zu singen – so fand es seinen Weg in den Cartoon. Es ist inzwischen auch auf der CD „Strong Bad Sings“ und im zweiten Teil der Guitar Hero Videospiel-Serie zu finden. Die letzte Textzeile „And the Trogdor comes in the Night!“ spielt auf Strong Bad Email #36 an.

- Cheerleader – Eines der vier Mädchen und die Anführerin des von Strong Bad erfundenen Teen Girl Squad. Sie ist sehr oberflächlich und dauernd hinter Jungs her. Aufgrund ihrer beherrschenden Art können die anderen drei Mädchen sie eigentlich nicht leiden.

- So and So – So and So ist das zweite Mitglied des Teen Girl Squad. Sie ist ein intelligenter Bücherwurm, aber dennoch attraktiv und ebenso wie Cheerleader sehr oft auf der Suche nach einem Date. Ihre Stiefmutter leitet ein Modegeschäft.

- What’s Her Face – Das unscheinbare Mädchen aus einfachen Verhältnissen ist die Dritte im Teen Girl Squad. Aufgrund ihrer offenbar geringeren gesellschaftlichen Herkunft als die anderen Mädchen wird sie von diesen nicht allzu sehr respektiert.

- The Ugly One – Das vierte Mitglied des Teen Girl Squad ist sozusagen die „hässliche“ Freundin in der Clique. Sie zeichnet sich durch eine gewisse Verrücktheit und eine mangelnde Körperhygiene aus.

- LimoZeen – LimoZeen ist eine fiktive Rockband im Homestar Universum und die Lieblingsband von Strong Bad.

- sloshy – sloshy ist eine weitere fiktive Band im Homestar Universum. Strong Sad ist ein großer Fan ihrer sehr „soften“ Musik.

## Cartoons
Neben den eigentlichen Homestar Runner Cartoons existieren auch noch unabhängige andere Cartoons, die viele Charaktere entweder gar nicht, oder auf ungewohnte Weise auftreten lassen.

### Strong Bad Email
Strong Bad Email ist einer der beliebtesten Cartoons der Seite. Im Moment existieren 200 Episoden, mehr als in jedem anderen Cartoon der Seite.
Die Figur Strong Bad beantwortet von den Zuschauern eingeschickte E-Mails und macht sich dabei oftmals über schlechte Grammatik und Rechtschreibung lustig.
Sehr viele der E-Mails beinhalten Easter Eggs, die meistens am Ende einer E-Mail zu finden sind.
Die Episoden lassen sich in 3 „Epochen“ aufteilen, in denen Strong Bad an verschiedenen Computern arbeitet. Die Computer werden trotz Strong Bads Abneigung moderner Technik gegenüber moderner, mittlerweile benutzt er einen Laptop, der aber, wie alle seine Rechner, noch auf DOS läuft.
Aus Strong Bad Email entstanden mehrere Charaktere und Cartoons, da viele der eingeschickten E-Mails Fragen beinhalten, die oft sarkastisch und parodisierend beantwortet werden. So entstand zum Beispiel der beliebte Charakter Trogdor aus einer E-Mail, in der darum gebeten wurde, einen Drachen zu zeichnen, oder der Cartoon „Teen Girl Squad“ aus einer E-Mail eines Mädchens, das einen Comic über sie und ihre Freundinnen wollte.

### Teen Girl Squad
Die Idee für Teen Girl Squad kam durch eine E-Mail an Strong Bad, in der ein Mädchen Strong Bad darum bat ein Comic von ihr und ihren Freundinnen zu zeichnen.
Der Cartoon ist einfach gezeichnet, die Figuren sind Strichmännchen und mit Ausnahme von Episode 10 fehlt jegliche Farbe. Gesprochen wird der Cartoon von Strong Bad, der seine Stimme stark verstellt, um sie höher und krächzender darzustellen. Gelegentlich kommentiert Strong Bad seine Zeichnungen in seiner normalen Stimme.
Die Hauptfiguren sind „Cheerleader“, „So-And-So“, „What’s-Her-Face“ und „The Ugly One“, die auf amerikanischen Teenagerstereotypen basieren. Meistens enden ihre Eskapaden mit dem Tod.

### Powered by The Cheat
Powered by The Cheat sind Cartoons, die von The Cheat entworfen wurden. Sie zeichnen sich durch schlecht gezeichnete Charaktere und ebenso schlechte Stimmenimitationen aus und parodieren damit die Vielzahl schlechter Flash-Cartoons im Internet. The Cheat tritt in seinen Cartoons auch selbst auf und stellt sich dabei meist als besonders großartig dar.

### Puppet Stuff
Die Puppet Stuff Episoden sind Realfilm-Cartoons, in denen die Charaktere des Homestar Universums als Puppen auftreten. Gelegentlich kommen auch echte Menschen in den Cartoons vor.

### Holiday Specials
Zu verschiedenen Feiertagen finden sich immer wieder Cartoons auf der Website, so zum Beispiel zu Halloween, Thanksgiving oder „Decemberween“, einer Parodie auf Weihnachten. In diesen Cartoons treten i. d. R. die Hauptfiguren des Homestar Runner Universums auf.